# Luke de Netterville
Luke de Netterville († 17. April 1227) war ein irischer Geistlicher. Ab 1217 war er der erste englischstämmige Erzbischof von Armagh.

## Herkunft und Aufstieg als Geistlicher
Luke de Netterville wurde vermutlich in Irland geboren, doch er entstammte einer anglonormannischen Familie, die Landbesitz in Louth und Meath besaß. Die Familie war mit den mächtigeren anglonormannischen Familien Verdon und Lacy verbündet. Luke wurde vor 1189 Kleriker in Irland. Vor 1202 wurde er Archidiakon von Emly.
1201 wurde der irischstämmige Geistliche Echdonn mac Gile Uidhir in einer umstrittenen Wahl zum Erzbischof von Armagh gewählt. König Johann Ohneland erkannte nach langem Streit schließlich die Wahl nur an, nachdem Netterville das Amt des Archidiakons von Armagh erhalten hatte. Offenbar wurde dabei auch vereinbart, dass Netterville Nachfolger von Echdonn als Erzbischof werden sollte.

## Wahl zum Erzbischof
Tatsächlich wählte nach dem Tod von Erzbischof Echdonn 1216 das Kapitel des Erzbistums Armagh, dem auch mehrere irischstämmige Geistliche angehörten, unangefochten den Anglonormannen Netterville zum neuen Erzbischof. Der Regentschaftsrat, der für den minderjährigen König Heinrich III. die Regierung führte, lehnte aber am 13. August 1217 die Wahl ab, da nicht die Zustimmung des englischen Königs zur Wahl eingeholt worden war. Nach der Zahlung einer Strafgebühr an die Krone durfte die Wahl, diesmal mit Zustimmung des Königs, wiederholt werden. Erneut wählte das Kapitel Netterville zum Erzbischof. Am 6. Juli 1218 schrieb der Regentschaftsrat im Namen des Königs an den Papst, teilte ihm die Zustimmung des Königs zur Wahl von Netterville mit und bat ihn, die Wahl zu bestätigen. Daraufhin bestätigte Papst Honorius III. die Wahl. Der Papst sandte ein Pallium an Netterville und beauftragte am 29. Oktober 1218 den päpstlichen Legaten Pandulf in England, die Wahl von Netterville ohne Verzögerung zu bestätigen. Daraufhin wurde Netterville von Erzbischof Stephen Langton von Canterbury zum Bischof geweiht. Nach seiner Weihe reiste er im September 1220 von England nach Irland.
Der Regentschaftsrat hatte am 28. Oktober 1217 die Verwaltung der Temporalien aller vakanten Diözesen in der Kirchenprovinz Armagh an Henry of London, den Erzbischof von Dublin, vergeben. Erst am 16. September 1219 erkannte die Regierung in London die Wahl von Netterville endgültig an und beauftragte Geoffrey de Marisco, den Justiciar of Ireland, die Temporalien von Armagh an Netterville zu übergeben. Henry of London agierte bei der Übergabe aber zögerlich, so dass der Regentschaftsrat ihn am 26. Juli 1220 auffordern musste, alle Besitzungen zu übergeben, die im Besitz des verstorbenen Erzbischofs Echdonn gewesen waren. Doch noch am 18. Januar 1227 beklagte sich König Heinrich III. beim Justiciar Richard de Burgh, dass Henry of London nicht alle Besitzungen übergeben hätte.

## Tätigkeit als Erzbischof
Als Erzbischof von Armagh war Netterville auch Primas von Irland, doch er stand während seiner Amtszeit weiter im Schatten des politisch einflussreichen Erzbischofs Henry of London. Als Erzbischof residierte er im Stift der Augustiner-Chorherren von St Peter’s in Drogheda. Dabei musste er einmal, vermutlich von 1223 bis 1224 während des Einfalls von Hugh de Lacy, des zeitweise abgesetzten Earls of Ulster, zusammen mit den Augustiner-Chorherren aus der Stadt fliehen. Er fand in Llanthony Secunda Priory bei Gloucester Zuflucht. Bereits 1224 gründete er in Drogheda eine Dominikanerniederlassung. In dem alten Streit zwischen dem Erzbistum Armagh und dem Bistum Clogher über die Grenzen zwischen den beiden Bistümern und über die geistliche Hoheit in der Grafschaft Louth hielt Netterville an dem Anspruch des Erzbistums fest, während Bischof Donatus Ó Fidabra von Clogher an seinen Ansprüchen festhielt. Der Streit war auch beim Tod von Netterville 1227 noch nicht entschieden. Netterville wurde im Zisterzienserkloster Mellifont beigesetzt.